# Toxorhina fragilis
Toxorhina fragilis är en tvåvingeart som beskrevs av Friedrich Hermann Loew 1851. Toxorhina fragilis ingår i släktet Toxorhina och familjen småharkrankar.
Artens utbredningsområde är Puerto Rico. Inga underarter finns listade i Catalogue of Life.